# Arthur Hughes (artista)

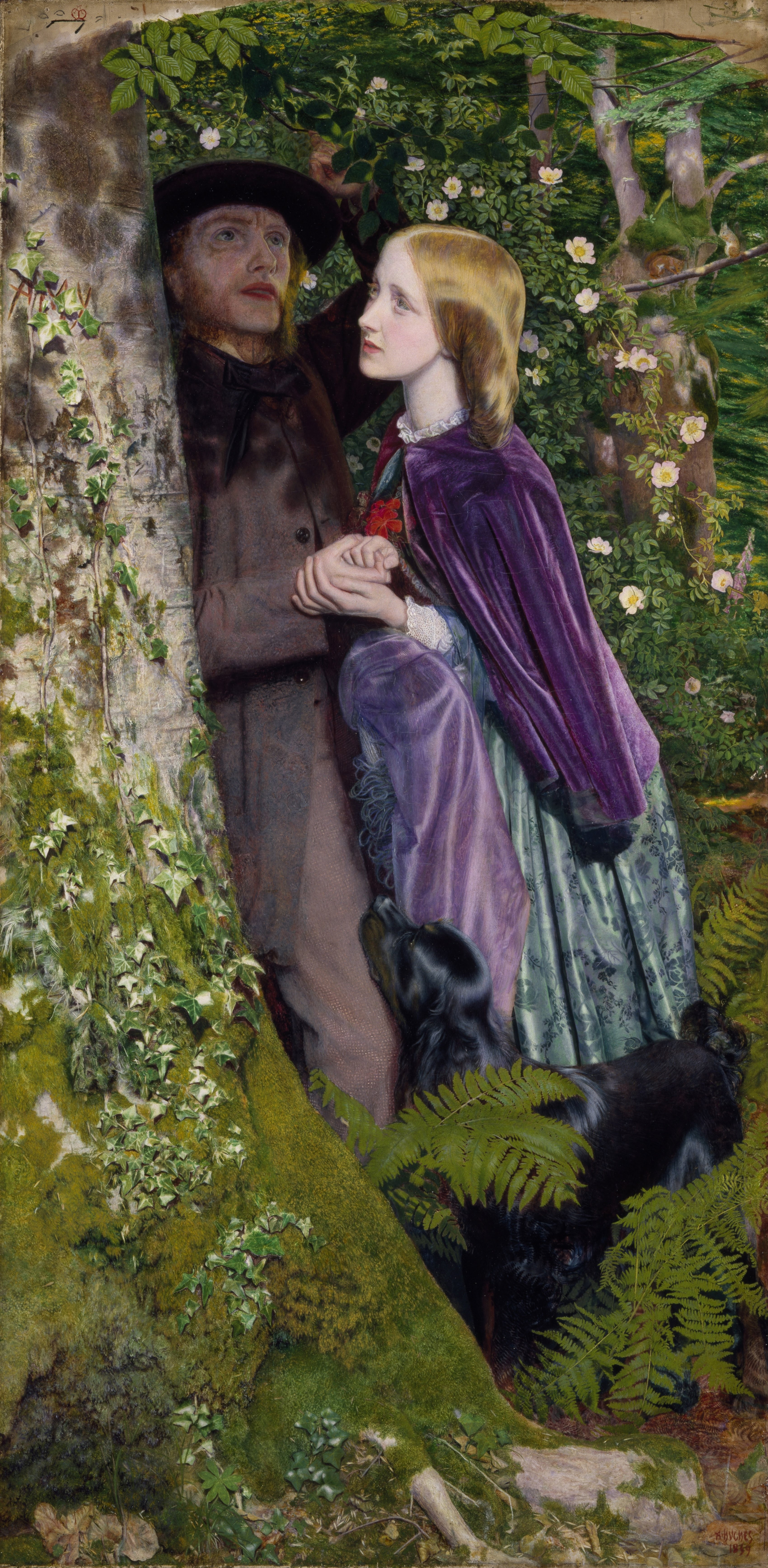
The Long Engagement (1859), Birmingham Museums and Art Gallery.

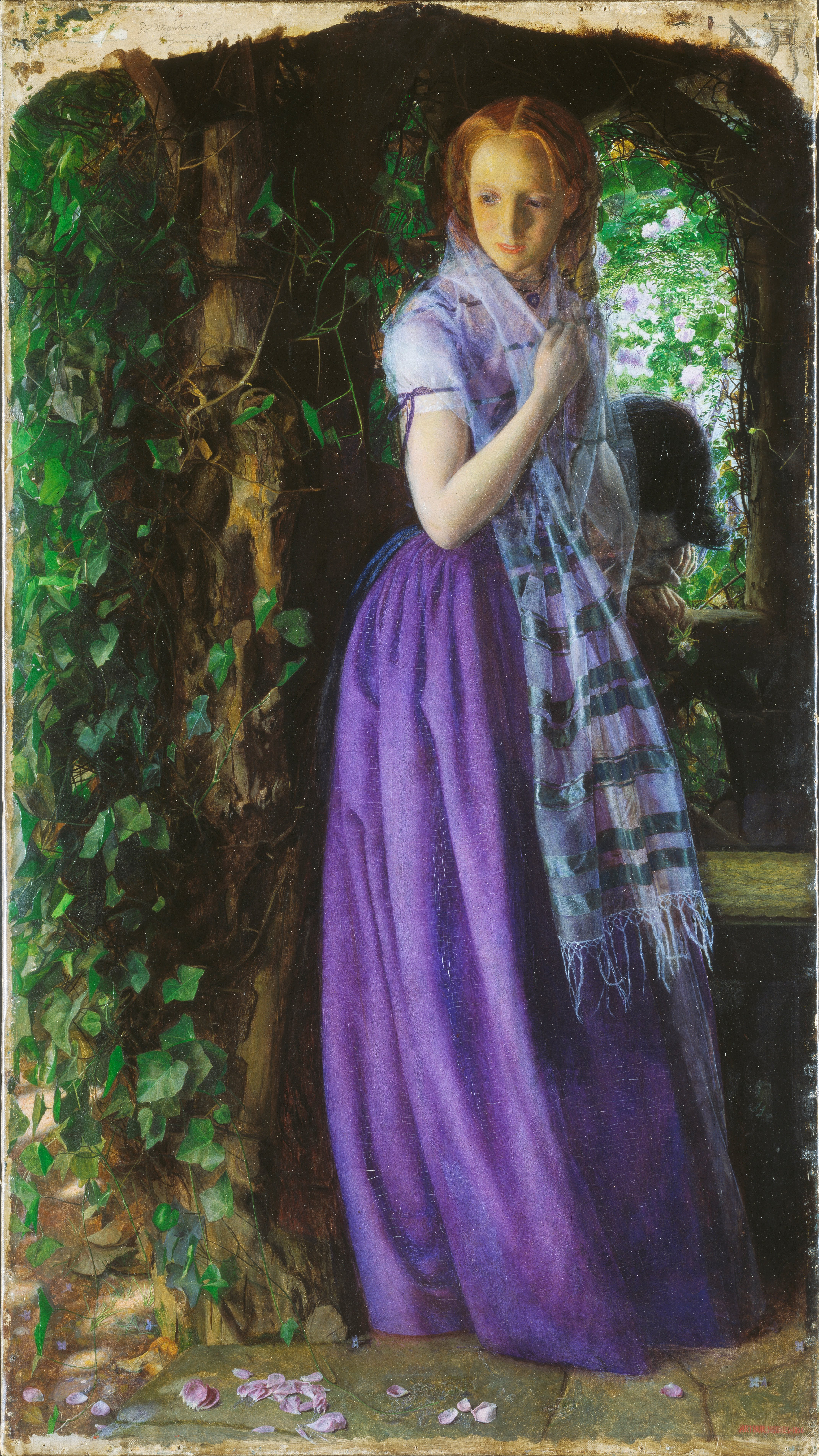
April Love (1856) Tate Gallery.

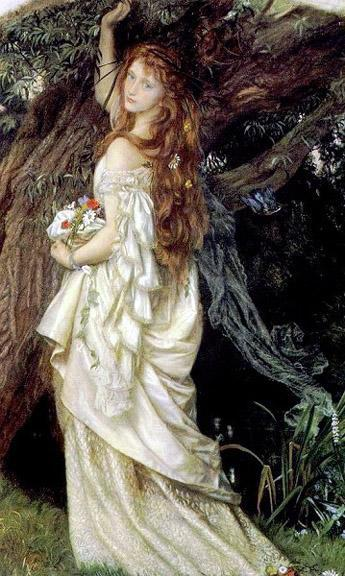
Ophelia (Segunda versión), c. 1863.

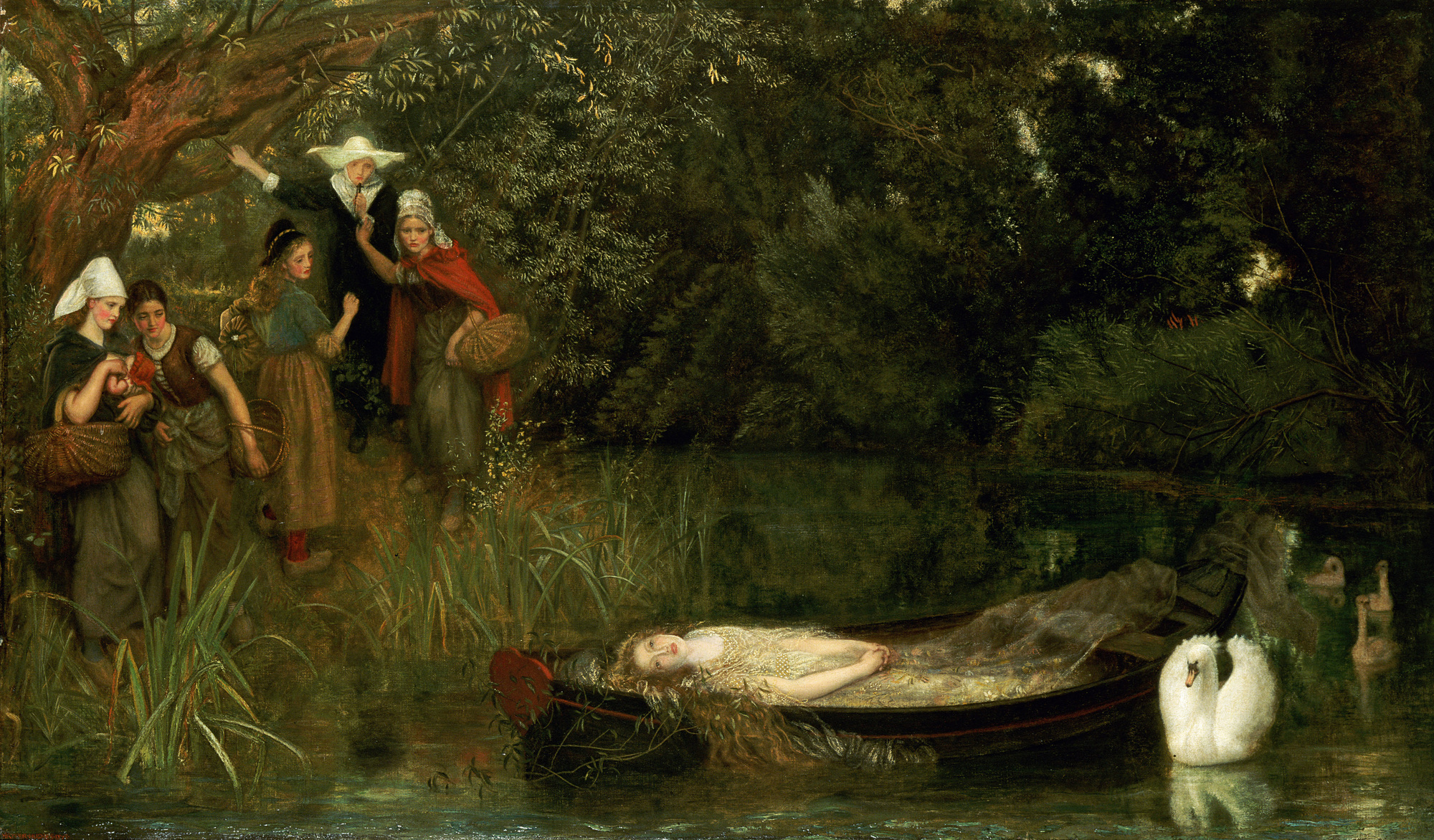
The Lady of Shalott (1873).

Arthur Hughes (Londres, 27 de enero de 1832 - Londres, 22 de diciembre de 1915), fue un pintor e ilustrador inglés asociado a la Hermandad Prerrafaelita. Es el tío del también pintor Edward Robert Hughes.

## Biografía
En 1846 entró en la escuela de arte de Somerset House en Londres, siendo su primer maestro el pintor belga Alfred Stevens, y al año siguiente obtuvo una beca para la Royal Academy of Arts. Allí conoció a John Everett Millais y a Holman Hunt y se convertiría en uno de los pintores asociados a la Hermandad Prerrafaelita. En 1849 ganó la medalla de plata de dibujo antiguo y su primer cuadro, Musidora, un desnudo convencional, fue colgado en la Royal Academy, cuando sólo tenía 17 años, contribuyendo a partir de entonces, casi anualmente con un cuadro, no sólo a la Real Academia, sino también, más adelante, a las exposiciones de la Grosvenor Gallery y la New Gallery. 

La primera obra con el nuevo estilo prerrafaelista tuvo lugar en 1852, con Ophelia, dándose la circunstancia que su amigo Millais también presentó otra Ophelia en la misma exposición, basándose ambos en el personaje de Ofelia en el Hamlet, de William Shakespeare.
A su muerte en Kew Green, dejó alrededor de 700 cuadros y dibujos conocidos, junto a más de 750 ilustraciones de libros.

## Obras
Sus pinturas más conocidas son April Love y The Long Engagement (El largo compromiso), que presentan parejas con problemas que contemplan la fugacidad del amor y la belleza. Fueron inspiradas por anteriores pinturas de "parejas" de John Everett Millais, pero poniendo mayor énfasis en el pathos de la incapacidad humana para mantener la frescura del sentimiento de la juventud, en comparación con el poder regenerativo de la naturaleza.
Como Millais, Hughes también pintó una Ophelia (Ofelia) e ilustró el poema de Keats, The Eve of St. Agnes (La víspera de Santa Inés). La versión de esta última la hizo Hughes en forma de tríptico secular, una técnica que repetiría para las escenas de As You Like (Como gustéis) de Shakespeare. Su obra se destaca por su mágico y brillante colorido y su delicado dibujo. 
Hughes estuvo en estrecho contacto con el escritor George MacDonald e ilustró algunos de sus libros, produciendo también numerosas ilustraciones para la revista mensual de Norman MacLeod, Good Words.